# Euxootera elegans
Euxootera elegans är en fjärilsart som beskrevs av Emilio Berio 1972. Euxootera elegans ingår i släktet Euxootera och familjen nattflyn. Inga underarter finns listade i Catalogue of Life.